# Eugène Louis Bucquoy
Pour les articles homonymes, voir Bucquoy (homonymie).
Eugène Louis Bucquoy est un officier de gendarmerie et uniformologue français, né le 9 octobre 1879 à Perpignan et mort le 7 juin 1958 à Nancy. Il est connu pour avoir supervisé la publication de la série des uniformes du Premier Empire, décrivant l'ensemble des tenues militaires portées sous la période du Consulat et de l'Empire.

## Famille
Eugène Louis Bucquoy est le fils de Eugène Bucquoy (Wissembourg, le 3 septembre 1837 - Nancy, le 2 février 1904), médecin militaire, et de Maria Joséphine Weiss, son épouse.
Il se marie à Colmar le 25 septembre 1905 avec Maria Margaretha Rudolphi (Colmar, le 15 juin 1881 - ?), fille d'un l’agent général d’assurances.
Il est le père de neuf enfants, dont l'un, le lieutenant-colonel Léon Bucquoy, également sorti de Saint-Cyr, sera le continuateur de son œuvre.
Il a obtenu le prix Cognacq-Jaÿ attribué aux familles nombreuses.

## Etudes
Après des études primaires à Perpignan, Eugène Louis Bucquoy déménage à Nancy en 1887, où son père a reçu son affectation. Il s'y passionne pour les uniformes dès l'âge de 11 ans et commence à réunir des documents relatifs à ce sujet ; par ailleurs étudiant au lycée Henri Poincaré, il y décroche son baccalauréat lettres et sciences avec mention. Il passe une licence en droit à l'université de Nancy en 1905, puis obtient de s'inscrire par équivalence à la faculté des lettres pour y préparer une  thèse d'histoire, qu'il soutient le 30 avril 1907. Son sujet principal est Les gardes d'honneur du Premier Empire, mais il est également interrogé sur l'histoire militaire de la Révolution et du Consulat.

## Carrière militaire
En 1899, Bucquoy est reçu 4e à l'école spéciale militaire de Saint-Cyr. Blessé au genou en 1901, il achève sa formation à l'infirmerie et ne peut choisir le régiment de Nancy, sa ville de coeur. Il rejoint alors le 153e régiment d'infanterie, à Toul. Inapte à la marche, il est nommé trésorier du régiment. En 1908, il passe dans la gendarmerie avec son grade de lieutenant et reste ainsi à Toul dont il commande l'arrondissement. En 1913, il est muté à Valognes (Manche).
Mobilisé en août 1914, il préside d'abord les commissions de réquisition de la Manche, puis est nommé à la tête d'un détachement mobile de la force publique pendant la bataille de la Marne. Parlant couramment l'allemand et l'alsacien, il est nommé prévôt de la 106e DI, qui réoccupe la ville de Dannemarie (Haut-Rhin).
Le 26 décembre 1915, il est promu capitaine et devient prévôt du QG du 20e CA, près de Nancy. Attaché au général Balfourier pendant la bataille de Verdun et responsable du service d'ordre sur le champ de bataille, il est atteint de dépression nerveuse au printemps 1916 et relevé de son commandement. Après un mois de convalescence, il commande l'arrondissement d'Evreux (Eure).
Volontaire, à l'été 1918, pour retourner aux armées, il est nommé prévôt de la mission française attachée auprès du VIe CA américain, mais n'étant pas anglophone, est finalement envoyé à Mayence en janvier 1919, comme adjoint au colonel Poncet, auprès duquel il organise la justice prévôtale.  A nouveau blessé au genou en mai 1919, il est affecté en septembre à la légion de gendarmerie d'Alsace-Lorraine et commande l'arrondissement de Sélestat (Bas-Rhin). 
Rapidement en conflit avec son chef de légion, le colonel Michel, il est finalement promu chef d'escadron en 1928 et placé brièvement à la tête de la compagnie des Hautes-Alpes, puis de l'Aube, où il achève sa carrière en 1935.

## Uniformologie
Dès 1901, l'élève-officier, en possession de quelque 3 000 documents uniformologiques, se lance dans la constitution d'une collection aussi complète que possible de reproduction des uniformes français, spécialement du Premier Empire. Il devient membre de l'association uniformologique la Sabretache en 1902, et également de la Giberne, dirigée par Louis Fallou de 1900 à 1914.

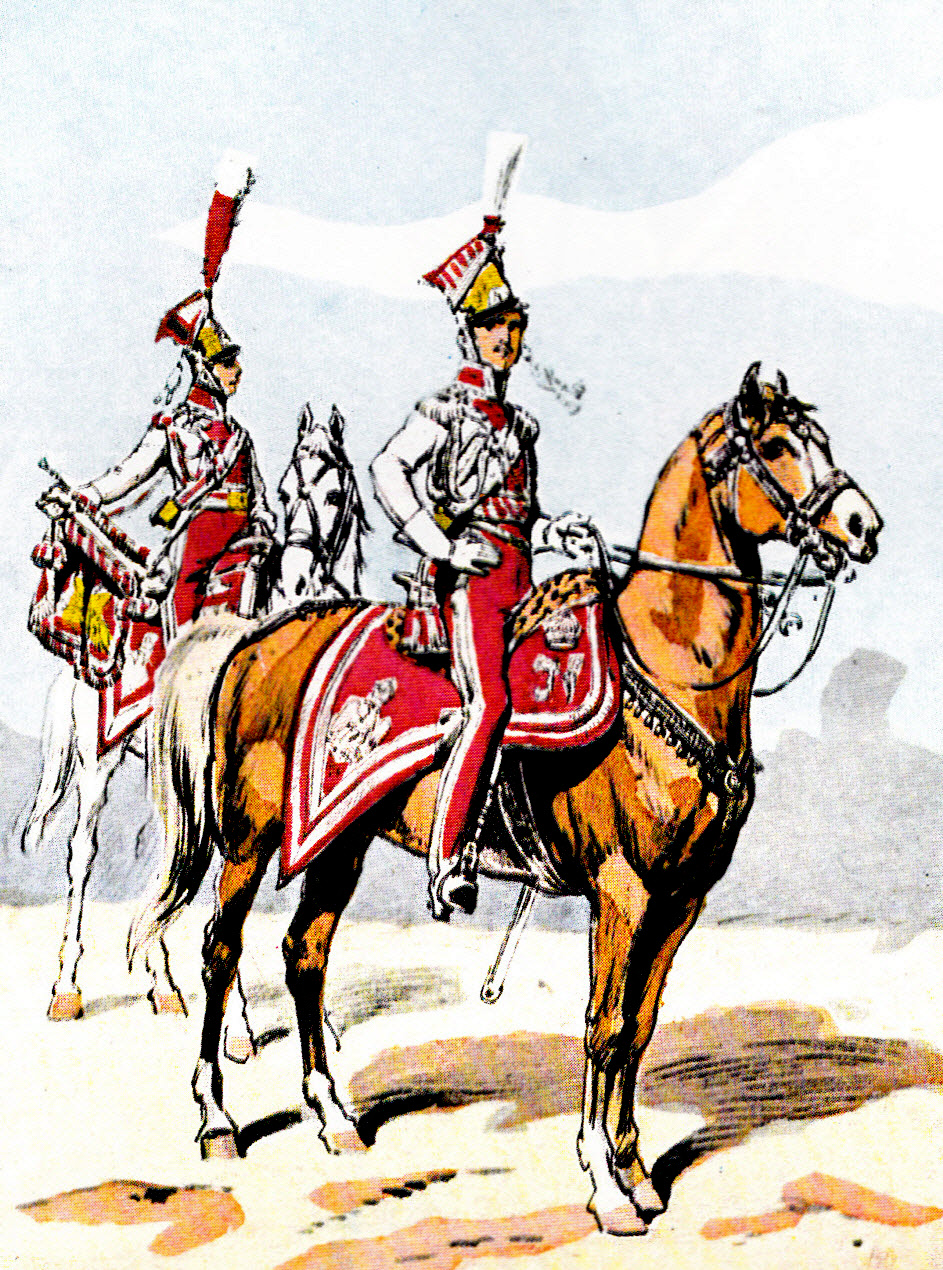
Officier supérieur et trompette des lanciers polonais de la Garde impériale, par Bronisław Gembarzewski. Carte tirée de La Garde impériale : troupes à cheval, second volume de la collection des « uniformes du Premier Empire ».

En 1908, il s'attelle à la publication de cartes postales représentant les uniformes du Consulat et du Premier Empire, totalisant 3 500 figures qui seront rééditées dans les années 1970 par les éditions Grancher. L'historien Frédéric Masson, auquel Bucquoy a fait part de ses premiers travaux, écrit en 1917 :

« Le lieutenant Bucquoy, partant d'une idée plus scientifique, mais qu'on eût pu croire irréalisable, tant elle exigeait de science, publiait isolément toutes les tenues usitées, durant la période du Consulat et de l'Empire, dans un corps de troupes, et il n'allait point chercher les plus connus, ceux dont les artistes ont le plus fréquemment reproduit les uniformes. Il débutait par des corps dont on ne savait à peu près rien et dont, à l'exemple de Job, il révélait les aspects divers et parfois surprenants. »

— Extrait de la préface de La Garde impériale : troupes à pied, volume 1 de la série des « uniformes du Premier Empire ».
Pour mener son projet à bien, il s'assure la collaboration des illustrateurs et artistes les plus réputés. Parmi les premiers sollicités, Pierre Benigni, Ernest Fort, Henri Feist et Henry Ganier-Tanconville, bientôt rejoints par d'autres.
En 1920, en garnison à Sélestat, en Alsace, il y fonde la Société d'études des uniformes de France, dont la revue Le Passepoil perdure jusqu'en 1950. En outre, il rédige ou co-rédige plusieurs ouvrages militaires : c'est ainsi qu'en 1935, il publie, avec le concours du peintre Maurice Toussaint, Les Uniformes de l'Armée Française - Terre, Mer, Air. Il prend sa retraite peu après et s'installe à Nancy, « assuré de pouvoir consacrer tout son temps à ses recherches ». Ces dernières aboutissent à la parution du Grand Livre d'Or de la Gendarmerie et aux Fanfares et Musiques des Troupes à cheval pendant la Seconde Guerre mondiale. Bucquoy, désormais célèbre, devient un conférencier renommé.
Il meurt le 7 juin 1958 à l'âge de 79 ans, après avoir publié le Bréviaire du collectionneur d'uniformes, dans lequel il prodigue des conseils aux générations à venir et fait part de ses souvenirs.

## Décorations
Officier d’académie le 28 juin 1908
Médaille d'honneur en bronze pour acte de courage et de dévouement en 1914
Croix de guerre avec étoile d'argent en septembre 1919
Médaille commémorative de la Grande Guerre en 1920
Chevalier de la Légion d'Honneur le 14 mars 1921
Officier de l’instruction publique le 30 septembre 1922
Médaille interalliée de la Victoire en 1922
Chevalier du mérite agricole en 1927
Commandeur du Nichan Iftikhar en 1930
Commandeur du dragon d'Annam en 1936

## Sociétés savantes
Membre de la Sabretache (1902)
Membre de la Giberne (1902)
Membre de la société d’archéologie de Valognes (1913)
Membre la société libre d’agriculture de l’Eure (1917)
Membre de la société sélestadienne des lettres, sciences et arts (1920)
Fondateur du Passepoil (1920)
Membre de la société artistique de l’Aube (1928)
Correspondant de l’académie Stanislas (1946)
Membre de l’académie Stanislas (1950)

## Œuvres
- Les gardes d'honneur du premier empire, Préface d'Edouard Detaille, Nancy, Crépin-Leblond, 1908, 487 p.
- Le 1er Hussards (1800-1815), Valognes, Pillu-Roland, 1913, 30 p.
- Causeries morales, canevas-guide à l'usage des chefs de brigade, Valognes, Pillu-Roland, 1913, 69 p.
- Petits soldats d'Alsace, renseignements sur les différentes collections alsaciennes de soldats du 1er Empire, Valognes, Pillu-Roland, 1913,15 p.
- Les Chasseurs à cheval de la garde impériale (1800-1815), Strasbourg, Imprimerie alsacienne, 1926, 224 p.
- Les Cuirassiers (1800-1815), Troyes, Imprimerie coopérative de l'Aube, 1934, 298 p.
- Les Uniformes de l'armée française: Terre, mer, air, Illustrations de Maurice Toussaint. Préface de M. le maréchal Pétain. Avant-propos du général Mariaux, Paris, Imprimerie Crémieu, Fortin et fils, 1935, 271 p.
- Les Médecins militaires à travers deux siècles (1757-1940), Nancy, 1941, 16 p.
- Les uniformes de la gendarmerie (1720-1940), Paris, Editions militaires, 1945, 25 p.
- Fanfares et musiques des troupes à cheval (1640-1940), Paris, Cart, 1946, 12 p.
- L'uniforme à travers trois siècles (1650-1920), Paris, Cart, 1946, 47 p.
- Bréviaire du collectionneur d'uniformes. Renseignements, conseils, souvenirs, Nancy, Humblot, 1953, 131 p.

## Rééditions
- Eugène Louis Bucquoy, La Garde impériale : troupes à pied, Paris, Jacques Grancher, coll. « Les uniformes du Premier Empire », 1977, 127 p..
- Eugène Louis Bucquoy, La Garde impériale : troupes à cheval, Paris, Jacques Grancher, coll. « Les uniformes du Premier Empire », 1977, 210 p..
- Eugène Louis Bucquoy, Dragons et Guides, Jacques Grancher, coll. « Les uniformes du Premier Empire » (réimpr. 2000) (1re éd. 1980), 183 p. (ISBN 2-7339-0681-X).
- Eugène Louis Bucquoy, La Cavalerie légère, Jacques Grancher, coll. « Les uniformes du Premier Empire », 1980, 189 p..
- Eugène Louis Bucquoy, Les Cuirassiers, Jacques Grancher, coll. « Les uniformes du Premier Empire », 1978, 198 p..
- Eugène Louis Bucquoy, Gardes d'honneur et troupes étrangères, Paris, Jacques Grancher, coll. « Les uniformes du Premier Empire », 1983, 205 p..
- Eugène Louis Bucquoy, L'Infanterie, Paris, Jacques Grancher, coll. « Les uniformes du Premier Empire », 1979, 294 p..
- Eugène Louis Bucquoy, État-major et service de santé, Paris, Jacques Grancher, coll. « Les uniformes du Premier Empire », 1982, 134 p. (EAN 9782402649490).
- Eugène Louis Bucquoy, La Maison de l'Empereur, Paris, Jacques Grancher, coll. « Les uniformes du Premier Empire », 1977, 125 p. (EAN 9782402650007).